# Barkåker
Barkåker este o localitate din comuna Tønsberg, provincia Vestfold, Norvegia, cu o suprafață de 1 km² și o populație de 1.574 locuitori (2013).